# El Oro (prowincja)
Prowincja El Oro (hiszp. Provincia de El Oro) – jedna z 24 prowincji w Ekwadorze. El Oro położone jest w południowo-zachodniej części państwa, graniczy od południa na krótkim odcinku z państwem Peru, od północy graniczy z prowincją Guayas i Azuay a od wschodu i południa z prowincją Loja.
Prowincja podzielona jest na 14 kantonów:
1. Arenillas
2. Atahualpa
3. Balsas
4. Chilla
5. El Guabo
6. Huaquillas
7. Las Lajas
8. Machala
9. Marcabelí
10. Pasaje
11. Piñas
12. Portovelo
13. Santa Rosa
14. Zaruma